# 貝拉維斯塔 (南馬托格羅索州)

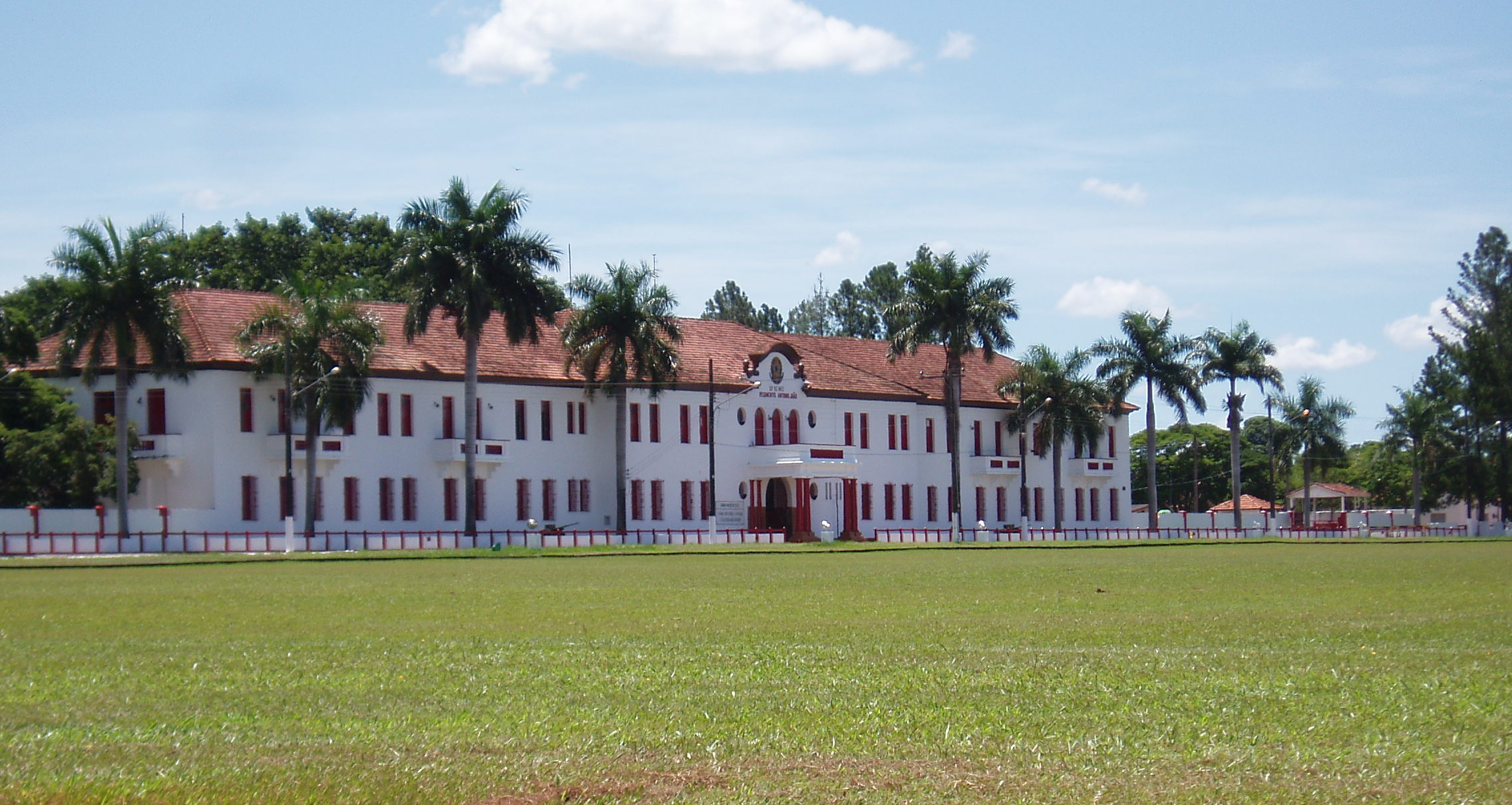
貝拉維斯塔

貝拉維斯塔（葡萄牙語：Bela Vista），是巴西的城鎮，位於該國西部，由南馬托格羅索州負責管轄，始建於1908年7月20日，面積4,893平方公里，海拔高度180米，2010年人口23,181，人口密度每平方公里4.74人。